# Никола Антонов
Никола Анто́нов (болг. Никола Антонов; 1888, Софія — 1973, Софія) — болгарський дипломат. Постійний представник Болгарії при Лізі Націй (1935—1938).

## Життєпис
Народився у 1988 році в Софії, закінчив Османський імператорський ліцей Галата Сарай в Константинополі та філософію в Софійському університеті. З 1909 по 1920 рік працював у Міністерстві закордонних справ і віросповідань. Член Демократичної партії, на початку 1930-х років був редактором її журналу «Приапорець».
Директор і редактор газети «Булгарі» — органу Міністерства закордонних справ. Разом з Дімітаром Міхалчевим він є прихильником ідеї Цілої Югославії. З березня 1933 року був призначений повноважним міністром в Анкарі, де керував там переговорами з радянським політичним представником про відновлення дипломатичних відносин між Болгарією та СРСР.
З серпня 1933 р. — представник Болгарії в Лізі Націй у Женеві. Повноважний міністр в СРСР (1936—1939), Швеції (1939—1942) і в Туреччині (1945—1946). Під загрозою переслідувань з боку комуністичного режиму він був змушений емігрувати до Єгипту та США. У наступні роки він співпрацював з американським МЗС і входив до числа близьких соратників Г. М. Димитрова в емігрантській організації Болгарський національний комітет. У 1971 році повернувся до Болгарії.
Помер у 1973 році у Софії.